# 말리 연방

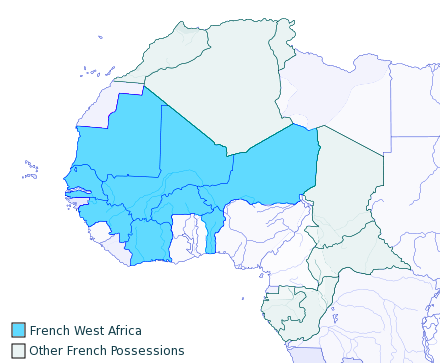
프랑스령 서아프리카 식민지

말리 연방(아랍어: اتحاد مالي)은 1960년에 두 달 동안 세네갈과 수단 공화국(또는 프랑스령 수단)의 프랑스 식민지를 이은 서아프리카의 연방이다. 말리 연방은 1959년 4월 4일 프랑스 공동체 내에서 자치권을 가진 영토로 설립되었으며, 1960년 6월 20일 프랑스와의 협상 끝에 독립했다. 두 달 후인 1960년 8월 19일, 말리 연방의 프랑스령 수단 지도자가 군대를 동원했고, 연방 내 세네갈 지도자는 국가 헌병 (국가 경찰)을 동원하여 보복했다. 양 측의 대치와 긴장사태가 발생했으며, 다음 날 세네갈이 연방에서 탈퇴했다. 프랑스령 수단 관리는 이 해체를 거부하고 세네갈과의 외교 관계를 단절했으며, 자신의 국가 이름을 말리로 개칭했다. 말리 연방의 짧은 존재 기간 동안 모디보 케이타가 총리였으며, 그는 나중에 말리의 초대 대통령이 되었다. 연방 정부는 세네갈의 최종 수도인 다카르에 기반을 두었다.

## 배경

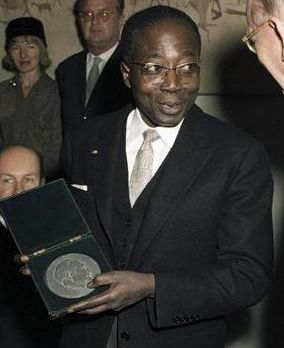
세네갈의 레오폴 세다르 상고르

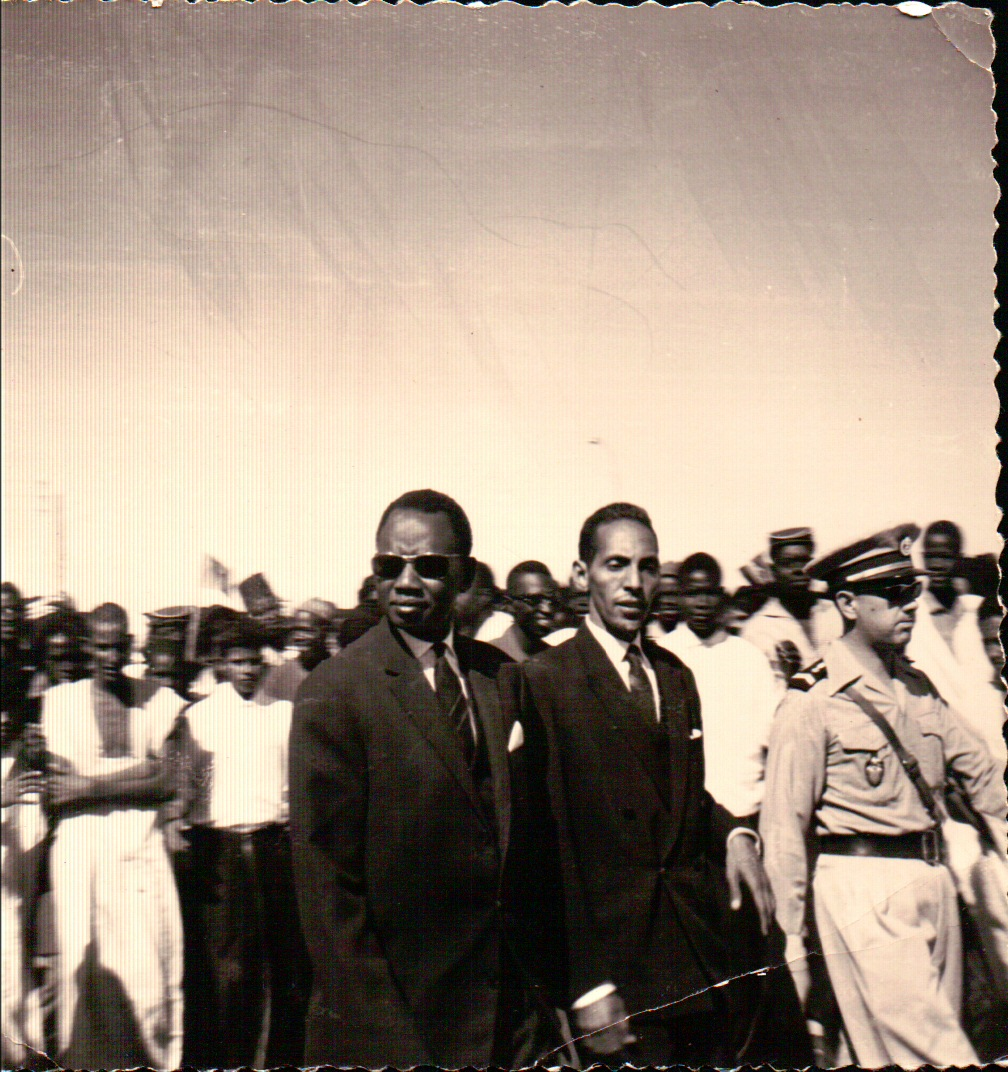
세네갈의 마마두 디아

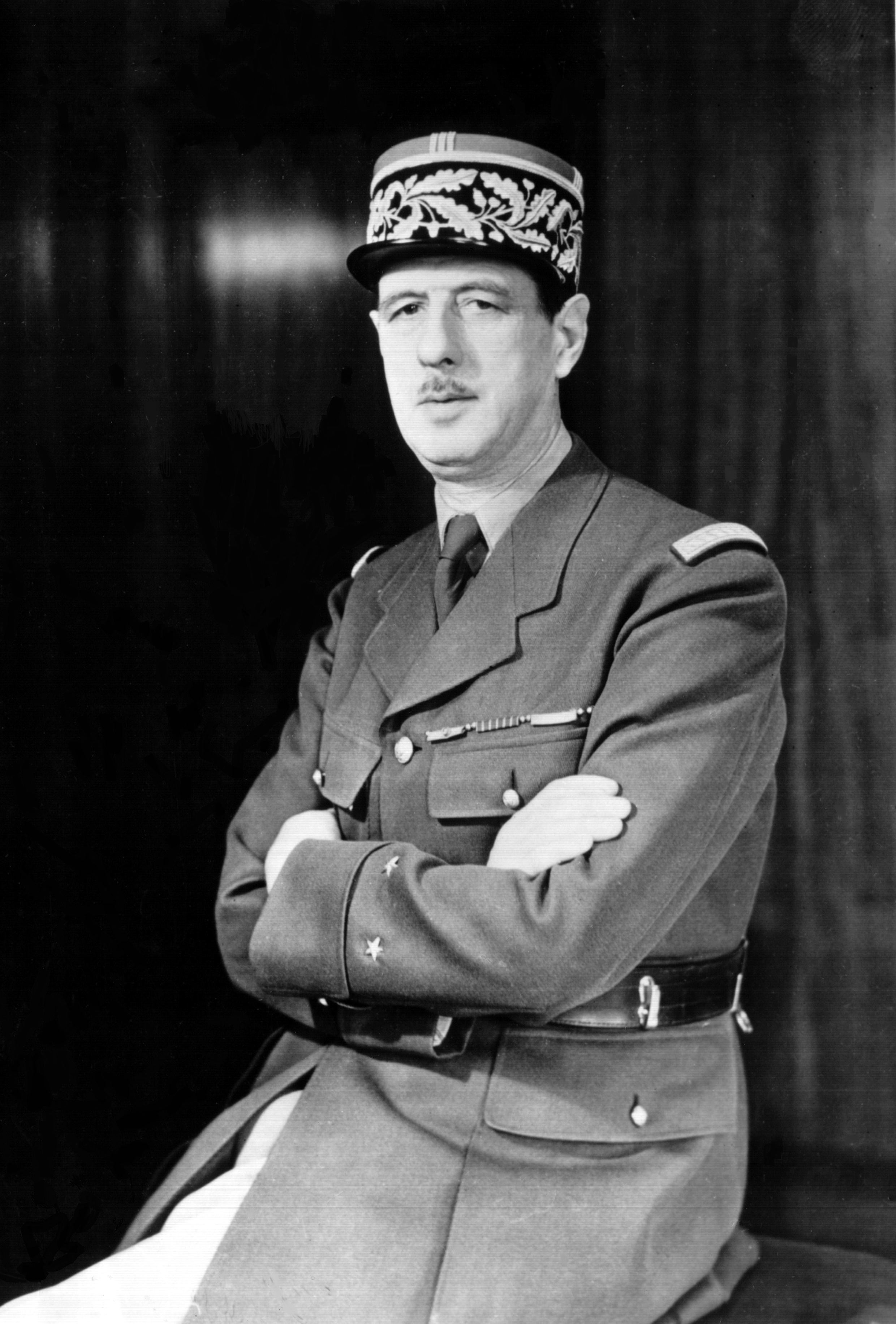
프랑스의 샤를 드골

제2차 세계 대전 후, 프랑스령 서아프리카의 식민지는 자결권 증진과 프랑스와의 식민 관계 재정의를 강력히 추진하기 시작했다. 1958년 5월 프랑스 위기 이후 프랑스령 서아프리카 식민지는 즉각적인 독립을 선택하거나 재조직된 프랑스 공동체(식민지들에게 자치권을 부여하면서도 프랑스와의 유대를 유지하는 방식)에 가입할 기회를 얻었다. 기니만이 완전 독립에 투표했고, 다른 프랑스령 서아프리카 식민지는 프랑스 공동체 가입에 투표했다.
독립 문제를 결정하기 위한 1958년 선거에서 두 개의 주요 정당이 서아프리카 국가들을 양분했다. 하나는 아프리카 민주 연합(프랑스어: Rassemblement Démocratique Africain, 일반적으로 RDA로 알려짐)이고 다른 하나는 아프리카 재편당(프랑스어: Parti du Regroupement Africain, 일반적으로 PRA로 알려짐)이었다. 이 두 지역 정당체는 독립 문제와 프랑스와의 유대 관계 정도를 놓고 서로 경쟁했다. RDA는 코트디부아르, 프랑스령 수단, 기니 식민지의 집권당이었으며, PRA는 세네갈의 주요 집권당이었고 많은 국가에서 상당한 다수당을 차지했다. 또한 두 정당은 어퍼볼타, 니제르, 프랑스령 다호메이의 연립 정부에도 참여했다. 두 정당은 각 지역의 정치적 미래를 짜기 위해 서로 경쟁했으며, 모리타니는 종종 어떤 교착 상태도 타개할 수 있는 중립적인 당사자가 되었다. 1958년 선거는 정당 내부의 여러 분열을 드러냈다. RDA는 1958년 11월 15일에 최근 선거 결과와 분열을 논의하기 위한 회의를 개최했는데, 프랑스령 수단의 모디보 케이타와 세네갈의 두두 게예가 프랑스와 식민지를 통합된 체계에 포함하는 1차 연방을 주장했고, 코트디부아르의 펠릭스 우푸에부아니는 그 주장을 일축하면서 분명한 분열이 드러났다. 그 결과 교착 상태가 너무 심각하여 회의는 공식적으로 개최되지 않은 것으로 선언되었다.

## 형성
1958년 11월 말 프랑스령 수단, 세네갈, 어퍼볼타, 다호메이 모두 프랑스 공동체에 가입하고 4개 식민지를 연결하는 연방을 형성할 의사를 밝혔다. 프랑스령 수단과 세네갈은 주요 정당들 간의 오랜 분열에도 불구하고, 연방에 가장 열렬한 추진자였던 반면, 다호메이와 어퍼볼타는 연방 가입 의지에 더 주저했다. 프랑스령 수단은 12월 28일부터 30일까지 바마코에서 4개국(및 참관국으로 모리타니) 대표를 소집하여 연방 형성을 논의했다. 프랑스령 수단과 세네갈은 회의의 주도국이었으며, 모디보 케이타는 회의 의장으로 지명되었고 세네갈의 레오폴 세다르 상고르는 제안된 연합의 이름으로 말리 연방을 수립하는 것을 포함한 여러 문제에서 핵심적인 지도자였다.
어퍼볼타와 다호메이는 연방에 대해 공식적인 지지를 표명했고 어퍼볼타는 1959년 1월 28일에 말리 연방 헌법을 승인하기까지 했지만, 프랑스와 코트디부아르 양측의 정치적 압력으로 인해(서로 다른 이유로 연방에 반대했음) 결국 이들은 연방에 합류하는 헌법을 비준하지 않았다. 그 결과, 1959년에는 프랑스령 수단(현재의 말리)과 세네갈 식민지만이 연방 형성 논의에 참여하게 되었다.
1959년 3월 프랑스령 수단과 세네갈에서 실시된 선거는 연방 형성 추진에 앞장선 주요 정당들의 권력을 확고히 했다. 케이타의 수단 연합-아프리카 민주 집회(US-RDA)는 프랑스령 수단에서 득표율 76%를 얻어 지역 의회 모든 의석을 차지했다. 상고르의 진보 세네갈 연합 (UPS)은 세네갈 지역 의회에서 득표율 81%를 얻어 모든 의석을 차지했다. 상고르가 선거에서 큰 차이로 승리했지만, 일부 보수 이슬람 마라부는 셰이크 티자네 시의 출마를 지지했다. 상고르당에 대한 이러한 도전은 상고르의 국내 정치 기반의 일부 약점을 보여주었으며, 다양한 국내 구성원들과의 복잡한 동맹 체계가 필요했는데, 이 두 가지는 연방이 진행되면서 중요해졌다. 시는 폭동을 사주한 죄로 선거 당일 체포되었으며, 폭동은 그의 당에 책임이 있는 것으로 비난받았다.
선거 후 세네갈과 프랑스령 수단의 의회는 연방을 승인하고 두 식민지를 통합하는 정치 체계를 구축하기 시작했다. 이는 세 가지 다른 정치 프로젝트를 포함했으며, 각 프로젝트에는 연방 정부, 통합된 사회 운동(노동 및 청년 운동), 그리고 양국을 위한 하나의 정당이라는 동등성 원칙(두 식민지 모두에서 동등한 대표성)이 명시되어 있었다. 연방 정부는 각 식민지에서 20명씩(총 40명) 구성된 연방 의회, 대통령(1960년 8월에 선출 예정), 그리고 6명의 연방 장관(각 식민지에서 3명씩)을 가지기로 했다. 대통령이 선출될 때까지 말리 연방의 총리는 케이타였고, 부총리(및 군대를 담당하는 사람)는 세네갈의 마마두 디아였다. 또한, 동등성 원칙을 위해 모든 입법 발의안은 총리(나중에 대통령)와 해당 문제 담당 장관의 서명을 필요로 했다. 식민지는 1959년 예산의 거의 3분의 1이 이 세금 수입으로 충당되었던 프랑스령 수단에 유리하게 다카르 항구에서 징수된 수입 및 수출세를 서로 공유하기로 했다.
동시에 말리 연방은 국가들 간의 연합을 촉진하기 위해 통합된 사회 조직을 만들고자 했다. 여기에는 연방 및 국가 차원에서 운영될 노동 운동과 청년 운동, 그리고 통합된 정당이 포함되었다. 정치 정당이 주요 의제였는데, 양 식민지의 집권당이 합쳐져 아프리카 연방당(Parti de la Fédération Africaine, PFA)을 형성했기 때문이다. 이 당은 연방 정부와는 별도로 조직되었지만 많은 동일한 구성원과 지도자를 가지고 있었다. 상고르가 당 총재였고, 케이타가 사무총장이었다. 또한 지역의 영향력을 갖기 위해 니제르의 지보 바카리와 다호메이의 에밀 진수가 당 부총재로 지명되었다. 1959년 7월 첫 PFA 대회에서 상고르가 밝힌 바와 같이 이 당은 국내 유일정당이 될 것이며, 영토 내 다양한 민족 집단들을 통합하는 것을 목표로 했다.
1959년 12월, 프랑스와 말리 연방은 연방의 독립 및 주권에 대한 협상을 시작했다. 협상은 1959년 12월 13일 프랑스 대통령 샤를 드골이 바마코를 방문하면서 공식적으로 시작되었으며 1960년 3월까지 이어졌다. 프랑스는 말리 연방에 저항했지만, 두 국가가 프랑스 공동체와 프랑 지역에 잔류하고 영토 내 프랑스 군사 기지를 유지하려는 의지를 보이자 프랑스는 연방 형성을 지지했다. 협상은 1960년 6월 20일을 말리 연방의 공식 독립일로 합의했다.

## 정치적 긴장과 해체
1959년과 1960년 초 연방 이행 계획이 시작되면서 말리 연방 내에서 빠르게 긴장이 고조되었다. 다른 프랑스령 서아프리카 지역과 달리 비록 프랑스 경제 정책으로 연결되었고 주요 철도로 연결되었지만 프랑스령 수단과 세네갈은 식민지 시기 동안 상당한 규모의 이주나 문화 간 이동이 없었다. 하지만 민족적 또는 언어적 차이보다 더 심각했던 것은 연방 설계안의 일부 문제였다. 동등성 원칙은 양국이 주권을 잃을 염려 없이 통합될 수 있도록 했지만, 정치적 분쟁이 한 영역에서 다른 영역으로 이동하면서 또 다른 정치적 파급 효과를 낳기도 했다. 마찬가지로 PFA는 매우 다른 상황에 놓인 두 정치 정당을 통합하려 했고, 프랑스령 수단 정당은 정치적 지배력을 확보했지만 세네갈 정당은 권한을 유지하기 위해 복잡하고 정교한 동맹 체제가 필요했다. 또한, 초기 논의에서 모호하게 남겨졌던 일부 측면들이 무장 군대, 토착 관료제 개발, 연방 정부의 권한, 프랑스와의 정확한 관계 등 세네갈과 프랑스령 수단의 정치 지도자들 간의 주요 논쟁 쟁점이 되었다. 마지막으로, 상고르와 케이타 간의 식민지에 대한 서로 다른 비전은 중재하기 매우 어려웠다. 연방 해체 후 케이타는 자신이 사회주의를 추구했다고 주장했지만, 상고르는 부르주아적 의제를 추진했다.
독립 인정에 대한 프랑스와의 협상이 끝난 1960년 4월까지는 의견 차이가 관리 가능한 수준이었다. 프랑스령 수단은 연방 내에서 상당한 독립적 권한을 가진 단일 집행부를 추진하기 시작했다. 세네갈은 1959년에 개발된 동등성 원칙을 유지하고 대통령의 권한을 제한하는 것을 선호했다. 이 문제를 결정하기 위한 PFA 회의가 교착 상태에 빠지자, 연방 외부의 회원들이 중재에 나섰고, 세네갈과 프랑스령 수단의 동등한 수의 대표자가 임명하는 단일 집행부를 만들 것을 권고했지만, 두 식민지 간에 세금을 광범위하게 공유하지 않을 것을 권고했다(세네갈의 핵심 입장). 이 문제는 양측의 합의에 따라 해결되었지만, 일련의 오해가 빠르게 뒤따랐다. 프랑스령 수단이 자국 영토 내의 단일 군사 기지를 제거하려 했을 때 이는 영토 전체에서 프랑스인들을 몰아내려는 시도로 해석되었고, 세네갈과 프랑스 양측 모두에게 의심을 샀다.
1960년 8월, 말리 연방 대통령 선거 준비를 앞두고 긴장이 최고조에 달했다. 석방되어 상고르의 정치 정당 구성원이 된 셰이크 티자네 시는 상고르에게 접근하여 수단 대표들이 자신(시와 같은)과 같은 무슬림 대통령을 가톨릭 대통령(상고르와 같은)보다 선호한다고 말했다고 전했다. 상고르의 정치 동맹자의 조사 결과, 프랑스령 수단 사절들이 무슬림 정치 지도자였던 시의 삼촌을 방문했다는 증거가 발견되었다. 거의 동시에 케이타는 말리 연방 총리로서 세네갈의 많은 무슬림 정치 지도자와 공식적으로 만남을 시작했지만, 상고르의 지도력을 훼손하려는 어떠한 논의도 있었다는 증거는 없다. 8월 15일, 상고르, 디아, 그 외 다른 세네갈 정치 지도자는 세네갈이 연방에서 탈퇴하는 방법을 논의하기 시작했다. 부총리이자 국방 책임자였던 마마두 디아는 정치 상황이 적대적으로 변할 경우를 대비하여 다양한 군부대의 준비 태세를 조사하기 시작했다. 군부대에 대한 이러한 질문은 케이타와 프랑스령 수단 정치인에게 공황을 불러일으켰다. 8월 19일, 다카르에서 세네갈 농민이 무장하고 있다는 보고가 있자 케이타는 디아를 국방장관에서 해임하고 비상사태를 선포하며 군대를 동원했다. 상고르와 디아는 군대 내 정치 동맹자를 통해 군대를 해산시킬 수 있었고, 이후 케이타의 집과 정부 청사를 포위한 국가 국가 헌병을 배치했다.
세네갈은 8월 20일 자정 회의에서 말리 연방으로부터 독립을 선언했다. 폭력 사태는 거의 없었으며, 프랑스령 수단 관리들은 8월 22일 봉인된 열차를 타고 바마코로 돌아갔다. 위기에도 불구하고 연방은 구제될 수 있었을지 모르지만, 8월에 케이타와 다른 사람들을 비행기가 아닌 덥고 봉인된 열차에 태워 돌려보낸 것이 케이타가 여행 후 국경에서 철도를 파괴하라고 선언하게 만들었다. 독립 국가인 세네갈과 말리 공화국은 9월 중순까지 대부분의 국가로부터 인정받았고, 1960년 9월 말 유엔에 가입했다.

## 유산
말리 연방은 바마코에서 한 달 더 명목상 존재했지만, 프랑스와 대부분의 다른 국가는 1960년 9월 12일 두 식민지를 별도의 독립 국가로 인정했다. 프랑스령 수단의 수단 연합–아프리카 민주 연합당은 "말리는 계속된다"(Le Mali Continue)라는 슬로건을 채택했으며, 9월 22일 회의에서 국명을 말리로 변경하고 프랑스 공동체와 관계를 단절하기로 결정했다. 양국의 유엔 가입은 말리 연방 분쟁의 때문에 9월 말까지 지연되었다.
상고르와 케이타는 모두 말리 연방 분리 당시부터 수년간 자국을 통치했다. 상고르는 1960년부터 1980년까지 세네갈 대통령이었고, 케이타는 1960년부터 1968년까지 대통령이었다. 상고르는 말리 연방 분리 후 일부 국내 위기에 직면했지만, 1962년 자신의 지지자들과 마마두 디아 지지자 간의 무력 충돌 이후 통치를 크게 공고히 했다. 상고르는 실패한 통합 실험 이후 통합 노력에 대해 매우 조심스러워했고, 서아프리카 및 세네갈 주변국과 다른 연방을 만들려는 시도에도 불구하고, 상고르는 종종 이러한 노력에 반대했으며 그의 통치 이후에야 진전되었다. 또한, 아프리카 최초의 실패한 통합 실험으로서 말리 연방은 대륙 전체의 미래 통합 시도에 교훈이 되었다. 케이타는 연방 붕괴 후 자신의 이념을 더욱 강하게 밀어붙였고, 세네갈과의 외교 관계 복구를 오랫동안 거부했다. 그럼에도 불구하고 케이타 치하의 말리는 서아프리카 통합 목표를 추구했으며 다양한 국제적 연결을 통해 계속 시도했다. 철도는 1963년 6월 22일 재개통되었고, 상고르와 케이타는 국경에서 포옹했다.

## 같이 보기
- 동아프리카 연방
- 세네감비아
- 아프리카 연합

## 참고 문헌
- Foltz, William J. (1965). 《From French West Africa to the Mali Federation》. New Haven: Yale University Press.
- Hodgkin, Thomas; Morgenthau, Ruth Schacter (1964). 〈Mali〉.   James Scott Coleman. 《Political Parties and National Integration in Tropical Africa》. Berkeley, CA: University of California Press. 216–258쪽.
- Imperato, Pascal Jame (1989). 《Mali: A Search for Direction》. Boulder, CO.: Westview Press.
- Kurtz, Donn M. (1970). 《Political Integration in Africa: The Mali Federation》. 《The Journal of Modern African Studies》 8. 405–424쪽. doi:10.1017/s0022278x00019923. S2CID 154671339.
- Pedler, Frederick (1979). 《Main Currents of West African History 1940–1978》. London: MacMillan Press.
- Welch, Claude E. Jr. (1966). 《Dream of Unity, Pan-Africanism and Political Unification in West Africa》. Ithaca, NY: Cornell University Press.
- 《World Trade Information Service》. Washington, D.C.: United States Bureau of Foreign Commerce, U.S. Government Printing Office. 1960년 8월 23일. OCLC 29828501 – Google Books 경유.
- Zolberg, Aristide R. (1966). 《Creating Political Order: The Party-States of West Africa》. Chicago: Rand McNally and Company.